# 333 (álbum)
333 (também intitulado como 333 - Salve Todos) é o segundo álbum de estúdio do rapper brasileiro Matuê, lançado em 9 de setembro de 2024 pela gravadora 30PRAUM.O álbum conta com participações de Teto, Veigh e Brandão85, a produção foi carregada pelo próprio Matuê, junto com Brandão85, Wiu e Samuel Batista.

## Antecedentes
No dia 5 agosto de 2024, Matuê lançou o EP surpresa Sabor Overdose no Yakisoba, gerando grande repercussão ao seguir uma estratégia similar à de Frank Ocean com o projeto Endless. O EP foi lançado para encerrar o contrato de Matuê com a gravadora Sony Music. O cantor chegou a pedir aos fãs para que não divulgassem o projeto. O EP contém críticas à indústria musical, especialmente em faixas como "Reza do Milhão", onde o rapper reflete sobre a destruição de sonhos pelas gravadoras. O lançamento faz alusão a uma possível libertação artística, preparando o terreno para o álbum 333.

## Lançamento

Matuê é suspenso em plataforma do Vale do Anhangabaú por mais de 3 horas, em São Paulo, para divulgar novo disco

No dia 9 de setembro de 2024, Matuê promoveu seu novo álbum ao ficar suspenso em uma plataforma no Vale do Anhangabaú, em São Paulo, chamando grande atenção do público.
O cantor se posicionou no topo de um pilar que exibia um cronômetro regressivo, iniciado ao meio-dia e finalizando às 15h33, momento do lançamento oficial do álbum e horário que faz alusão ao projeto. Durante mais de três horas, ele permaneceu encarando a multidão presente no local. No momento do lançamento, Matuê acende um cigarro de maconha. A performance foi transmitida ao vivo pelo YouTube.
A performance de Matuê gerou grande repercussão nas redes sociais e na mídia.

## Recepção crítica
| Críticas profissionais | Críticas profissionais |
| Avaliações da crítica  | Avaliações da crítica  |
| Fonte                  | Avaliação              |
| ---------------------- | ---------------------- |
| O Grito!               | [ 11 ]                 |
| Folha de S.Paulo       | [ 12 ]                 |
| Moodgate               | 8.4/10                 |
| Caderno Pop            | 7.5/10                 |

O álbum 333 recebeu avaliações majoritariamente positivas da crítica especializada, sendo elogiado por sua ousadia estética, abordagem conceitual e pelo amadurecimento artístico de Matuê.
A Revista O Grito! destacou que o álbum representa “o mais ambicioso projeto do rapper até hoje”, afirmando que Matuê “expande sua sonoridade e estética com consistência e risco calculado”. Segundo o Tenho Mais Discos Que Amigos!, 333 mostra um artista “mais maduro, coeso e disposto a romper com fórmulas fáceis do trap comercial”. A crítica do Monkeybuzz enfatizou que o disco propõe uma “imersão sonora”, explorando influências que vão do rap psicodélico ao pop alternativo, e observou que a ausência de hits imediatos é compensada por uma proposta artística sólida.
A Folha de S.Paulo apontou que, embora 333 não contenha faixas com o potencial viral de "Kenny G" ou "Quer Voar", o álbum “assume riscos que ampliam os horizontes do trap nacional”, reconhecendo a aposta em um discurso mais enigmático e visualmente elaborado. O site Moodgate destacou que o trabalho é um “marco estético dentro da cena urbana brasileira”, enquanto o Caderno Pop classificou o álbum como “divisor de águas” na carreira do artista, destacando faixas como “Supernova” e “Plug 333” como momentos de destaque.

## Desempenho comercial
O álbum 333 de Matuê alcançou um desempenho histórico no Spotify Brasil, se tornando o álbum mais ouvido no país durante seu lançamento. Nas primeiras 24 horas, o disco somou mais de 16 milhões de reproduções, isso fez com que 333 ultrapassasse o recorde anteriormente mantido por "Escândalo Íntimo" de Luísa Sonza e "The Tortured Poets Department" de Taylor Swift. Com essa marca, Matuê se tornou o artista com o álbum mais reproduzido no país no dia do lançamento.
Das 12 faixas do álbum 333 de Matuê, 11 estrearam no Top 50 do Spotify Brasil no primeiro dia de contagem dos charts, demonstrando seu impacto imediato nas paradas musicais. Músicas como "Crack com Mussilon" e "Imagina Esse Cenário" se destacaram, ocupando as 4ª e 5ª posições, respectivamente. No segundo dia,  o álbum atingiu um marco ainda mais significativo: todas as faixas do álbum estavam no Top 50, sendo 8 delas estando no Top 10, com "Crack com Mussilon" assumindo o topo, alcançando a 1ª posição com mais de 1,45 milhão de streams em um único dia.
Esse feito solidificou 333 como uma das maiores estreias da música brasileira, evidenciando a popularidade do rapper e seu crescente protagonismo no cenário musical.
Além disso, Matuê se tornou um dos 35 artistas mais ouvidos no Spotify Global com o lançamento de 333.

## Lista de Faixas
Todas as faixas escritas e compostas por Matuê. 
| N.º            | Título                                             | Compositor(es)  | Produtor(es)                   | Duração |  |
| 1.             | "Crack com Mussilon"                               | Matuê Djavan    | Matuê Brandão85 Samuel Batista | 2:34    |  |
| 2.             | "Imagina esse Cenário" (com participação de Veigh) | Matuê Veigh     | Matuê                          | 2:35    |  |
| 3.             | "Isso é Sério" (com participação de Brandão85)     | Matuê Brandão85 | Matuê Brandão85 Samuel Batista | 4:45    |  |
| 4.             | "1993"                                             | Matuê           | Matuê                          | 2:07    |  |
| 5.             | "4Tal" (com participação de Teto)                  | Matuê Teto      | Matuê                          | 3:24    |  |
| 6.             | "O Som"                                            | Matuê           | Matuê                          | 5:12    |  |
| 7.             | "04AM"                                             | Matuê           | Matuê                          | 3:19    |  |
| 8.             | "Castlevania"                                      | Matuê           | Matuê                          | 3:50    |  |
| 9.             | "V de Vilão"                                       | Matuê           | Matuê                          | 2:26    |  |
| 10.            | "Maria"                                            | Matuê           | Matuê                          | 3:24    |  |
| 11.            | "333"                                              | Matuê           | Matuê                          | 5:24    |  |
| 12.            | "Like This!"                                       | Matuê           | Matuê                          | 3:28    |  |
| Duração total: | Duração total:                                     | Duração total:  | Duração total:                 | 42:32   |  |